# Erradicação de doenças infecciosas
Erradicação é a redução a zero da prevalência de doenças infecciosas na população global de hospedeiros. Pode ser confundida com "eliminação", que também descreve a redução a zero da prevalência de uma doença infecciosa, mas em uma população regional, ou a redução da prevalência global a um valor irrisório.
Oito tentativas de erradicar doenças infecciosas já foram empreendidas no mundo: dois programas obtiveram sucesso (varíola e peste bovina), três programas estão em aplicação (poliomielite, bouba e dracunculíase) e três outros foram abortados (ancilostomíase, malária e febre amarela). Cinco outras doenças infecciosas foram identificadas pela Força Tarefa Internacional para a Erradicação de Doenças do Carter Center, em abril de 2008, como potencialmente erradicáveis com as tecnologias disponíveis na atualidade: o sarampo, a parotidite infecciosa (caxumba), a rubéola, a filariose linfática e a cisticercose.